# Andreas Görlitz
Andreas Görlitz, född 31 januari 1982 i Weilheim i Bayern i Västtyskland, är en tysk fotbollsspelare som spelar som försvarare för FC Ingolstadt 04. 